# Omorgus umbonatus
Omorgus umbonatus là một loài bọ cánh cứng trong họ Trogidae.

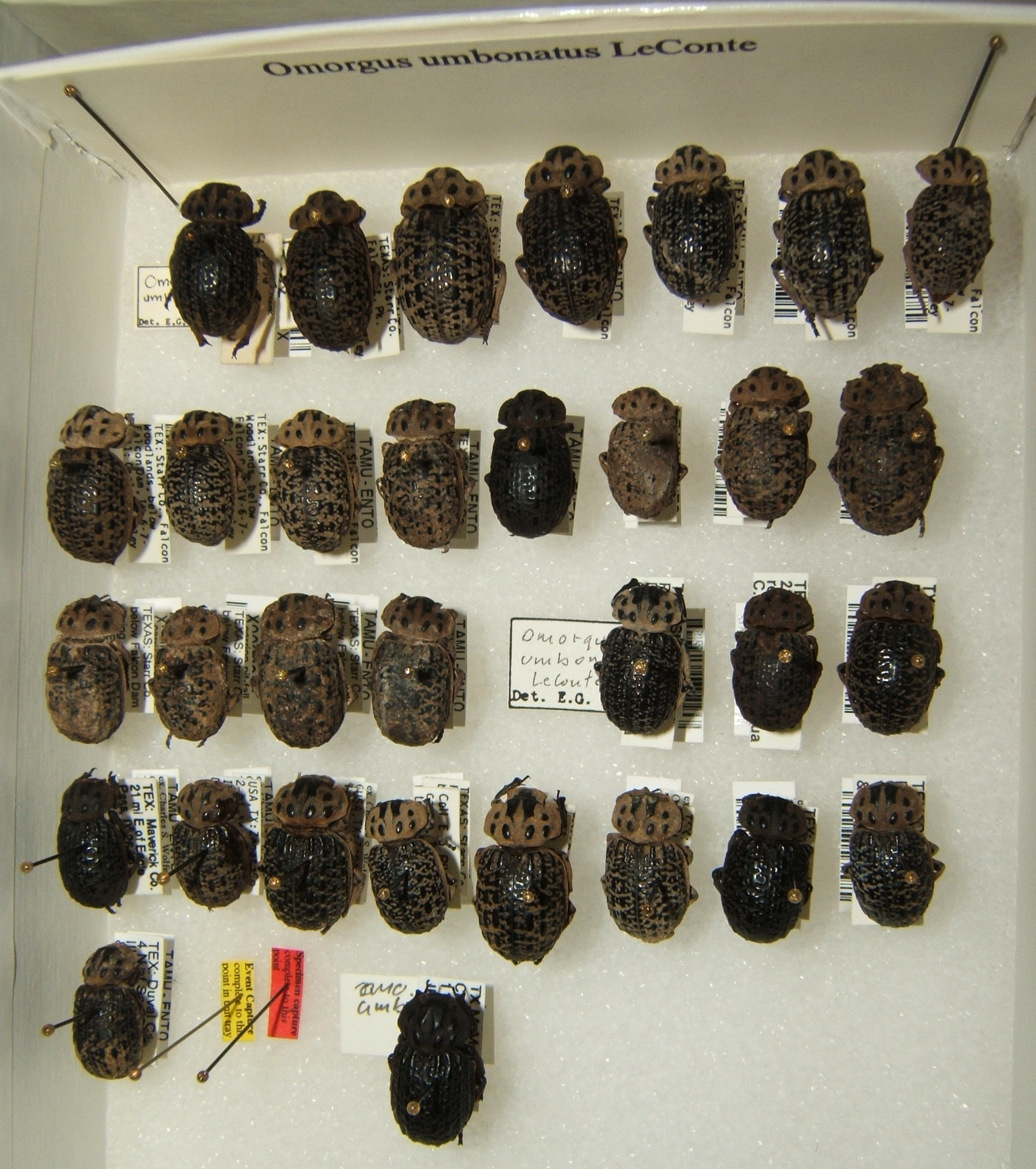
Omorgus umbonatus variation